# Puits gallo-romain (Courcelles-sur-Viosne)
Le puits gallo-romain de Courcelles-sur-Viosne est un puits, inscrit aux monuments historiques en 1942, situé à Courcelles-sur-Viosne en France.